# Істрате Добіжа
Істрате Добіжа (молд. Eustatie Dabija, ? — †11 вересня 1665) — господар Молдовського князівства з 29 вересня 1661 по 11 вересня 1665.

## Історія
Був молдавським боярином з цинутів Путна. У 1657 був ворником. У вересні 1661 став господарем Молдови. У 1662 взяв участь в турецькій кампанії проти німців в Угорщині. Організував в Сучаві монетний двір, де друкував мідні гроші. Випускав підроблені шведські та ливонські шилінги і ріксдалери. Ввів нові податки. Помер 11 вересня 1665, похований у монастирі Бирнова, будівництво якого почалося при Мироні Барновському і завершилося при Добіжі.
Відомо зі слів І. П. Ліпранді, що в період заслання на південь Пушкін написав за матеріалами молдовських легенд повість «Дафна і Добіжа, молдавські перекази 1663 року» (разом з іншою повістю «Дука»). За твердженням Ліпранді, у нього знаходилися копії пушкінських записів, це підтвердилося при знахідці в 1961 опису бібліотеки Ліпранді. Фабули даних переказів друкувалися в 1830 і в 1838 Болеславом і Александром Хиждеу.